# Sergei Prokopiev (cosmonauta)
Sergei Valerievitch Prokopiev (em russo:  Сергей Валерьевич Прокопьев; Ekaterimburgo, 19 de fevereiro de 1975) é um cosmonauta russo.

## Carreira
Major da Força Aérea Russa e piloto comandante de esquadrão de bombardeiros estratégicos Tupolev Tu-160, ele foi selecionado para o curso de cosmonauta pela Roskosmos em outubro de 2010, qualificando-se após dois anos de treinamento no Centro de Treinamento de Cosmonautas Yuri Gagarin na Cidade das Estrelas, próximo a Moscou. Suas primeiras designações de comando foram como comandante-reserva das missões Soyuz TMA-18M em 2015 e Soyuz MS-07 em 2017.
Foi ao espaço pela primeira vez em 6 de junho de 2018, comandando a nave a Soyuz MS-09, ao lado dos astronautas Alexander Gerst da ESA e Serena Auñón-Chancellor da NASA, lançados do Cosmódromo de Baikonur para integrar-se à tripulação das Expedições 56 e 57 na estação espacial. Nesta missão, em que passou pouco mais de seis meses em órbita, ele realizou uma caminhada espacial para investigar um pequeno furo descoberto na fuselagem da Soyuz acoplada à estação, ao lado do colega russo Oleg Kononenko. Como o furo era na parte da nave que era ejetada antes da entrada da cápsula na atmosfera, a reentrada não esteve em perigo. Ele retornou à Terra algum tempo depois do previsto devido ao problema com a nave seguinte, Soyuz MS-10, cujo foguete explodiu pouco depois do lançamento, e eles tiveram que aguardar a chegada da próxima tripulação na Soyuz MS-11. O retorno ocorreu em 20 dezembro de 2018 com a nave pousando em segurança nas estepes do Casaquistão.